# Puccinia baccharidis
Puccinia baccharidis ist eine Ständerpilzart aus der Ordnung der Rostpilze (Pucciniales). Der Pilz ist ein Endoparasit der Korbblütlergattung Baccharis. Symptome des Befalls durch die Art sind Rostflecken und Pusteln auf den Blattoberflächen der Wirtspflanzen. Sie ist in weiten Teilen Amerikas verbreitet.

## Merkmale

### Makroskopische Merkmale
Puccinia baccharidis ist mit bloßem Auge nur anhand der auf der Oberfläche des Wirtes hervortretenden Sporenlager zu erkennen. Sie wachsen in Nestern, die als gelbliche bis braune Flecken und Pusteln auf den Blattoberflächen erscheinen.

### Mikroskopische Merkmale
Das Myzel von Puccinia baccharidis wächst wie bei allen Puccinia-Arten interzellulär und bildet Saugfäden, die in das Speichergewebe des Wirtes wachsen. Ihre Spermogonien wachsen beidseitig auf den Wirtsblättern. Die blattunterseitig und auf Stängeln wachsenden Aecien der Art sind hellgelb und hervorbrechend. Sie besitzen 30–48 × 22–26 µm große, kugelige bis spindelförmige, hyaline bis hellgelbliche Aeciosporen mit warziger Oberfläche. Die beidseitig wachsenden Uredien des Pilzes sind gelblich bis zimtbraun. Ihre gelblichen bis goldbraunen Uredosporen sind 32–43 × 20–24 µm groß, langellipsoid und stachelwarzig. Die blattunterseitig wachsenden Telien der Art sind hell zimtbraun und unbedeckt, sie wachsen in Gruppen. Die goldbraunen  Teliosporen sind zweizellig, in der Regel lang ellipsoid und 50–68 × 24–28 µm groß. Ihre Stiele sind farblos und bis zu 140 µm lang.

## Verbreitung
Das bekannte Verbreitungsgebiet von Puccinia baccharidis reicht von Südamerika bis in die südwestlichen USA.

## Ökologie
Die Wirtspflanzen von Puccinia baccharidis sind diverse Baccharis-Arten. Der Pilz ernährt sich von den im Speichergewebe der Pflanzen vorhandenen Nährstoffen, seine Sporenlager brechen später durch die Blattoberfläche und setzen Sporen frei. Die Art durchläuft einen Entwicklungszyklus mit Spermogonien, Aecien, Telien und Uredien.

## Systematik
Puccinia baccharidis wurde von Holway 1893 das erste Mal beschrieben. Die Art wird teilweise als konspezifisch mit Puccinia evadens angesehen.